# Glenroy Gilbert
 Glenroy John Gilbert (* 31. August 1968 in Port of Spain, Trinidad und Tobago) ist ein ehemaliger kanadischer Leichtathlet und Gewinner der Goldmedaille mit der 4-mal-100-Meter-Staffel bei den Olympischen Spielen 1996 in Atlanta, USA.
Gilbert bildete zusammen mit Robert Esmie, Bruny Surin und Donovan Bailey das erfolgreichste Staffel-Quartett Mitte der 1990er Jahre. Er gab sein Debüt auf der großen internationalen Bühne bei den Olympischen Spielen 1988 in Seoul, Südkorea, wo er im Weitsprung den 21. Platz belegte. Bei den Commonwealth Games 1990 konnte er im Weitsprung den 8. Platz belegen und 1992 erreichte er mit der kanadischen 4-mal-100-Meter-Staffel bei den Olympischen Spielen in Barcelona, Spanien das Halbfinale.
Seine erste Medaille konnte Gilbert bei den Leichtathletik-Weltmeisterschaften 1993 in Stuttgart gewinnen, als er mit der 4-mal-100-Meter-Staffel auf Platz 3 sprintete. Bei den Commonwealth Games 1994 gewann er Gold mit der 4-mal-100-Meter-Staffel und wurde Fünfter im 100-Meter-Sprint. Gilbert startete auch bei den Olympischen Winterspielen 1994 in Lillehammer, Norwegen, und wurde dort im Zweierbob Fünfzehnter und im Viererbob Elfter. 1995 gewann er bei den Pan American Games die Goldmedaille im 100-Meter-Sprint und konnte die Weltmeisterschaften in Göteborg, Schweden, mit der 4-mal-100-Meter-Staffel ebenfalls siegreich gestalten.
Bei den Olympischen Spielen in Atlanta war das kanadische Team nicht favorisiert, obwohl es viele Titel der letzten Jahre gewann, denn die Siege waren immer in Abwesenheit der US-Mannschaft errungen worden. Trotzdem schlug man das US-Team im Finale des 4-mal-100-Meter-Staffellaufes um fast eine halbe Sekunde und unterstrich somit den Anspruch, das beste Team in dieser Disziplin auf der Welt zu sein. Gilbert erreichte zudem das Viertelfinale im 100-Meter-Sprint.
Gilbert und seine Mannschaftskameraden eroberten zwei Jahre später bei den Weltmeisterschaften 1997 in Athen, Griechenland, erneut den 1. Platz, ebenso wie bei den Goodwill Games 1998. Bei den Weltmeisterschaften 1999 in Sevilla, Spanien, wurde das kanadische Team im Halbfinale disqualifiziert und Gilbert beendete seine Karriere nach den Olympischen Spielen 2000 in Sydney, Australien, nachdem seine Mannschaft im Semifinale gescheitert war.
Nach seinem sportlichen Rücktritt arbeitete Gilbert für eine kurze Zeit bei CBC/Radio-Canada in Ottawa und ist heute Trainer des 4-mal-100-Meter-Staffelteams. Außerdem ist er Trainer der Ottawa Lions – eines Leichtathletikvereins – wo er für den Sprint und die Staffel zuständig ist.